# Waskom (Texas)
Waskom es una ciudad ubicada en el condado de Harrison en el estado estadounidense de Texas. En el Censo de 2010 tenía una población de 2160 habitantes y una densidad poblacional de 310,95 personas por km².

## Geografía
Waskom se encuentra ubicada en las coordenadas 32°28′36″N 94°3′52″O / 32.47667, -94.06444. Según la Oficina del Censo de los Estados Unidos, Waskom tiene una superficie total de 6.95 km², de la cual 6.95 km² corresponden a tierra firme y (0%) 0 km² es agua.

## Demografía
Según el censo de 2010, había 2160 personas residiendo en Waskom. La densidad de población era de 310,95 hab./km². De los 2160 habitantes, Waskom estaba compuesto por el 69.77% blancos, el 13.29% eran afroamericanos, el 0.93% eran amerindios, el 0.23% eran asiáticos, el 0% eran isleños del Pacífico, el 13.56% eran de otras razas y el 2.22% pertenecían a dos o más razas. Del total de la población el 19.58% eran hispanos o latinos de cualquier raza.